# 王祁
王祁，字拱哲（？—1648年），清初軍事人物。
早年为太倉琅琊王氏家奴，入清後不肯薙髮，去髮为僧。鲁王失败後，王祁入闽，在建寧之大中寺與郧西王朱常湖相約起義，七月初四日攻克建寧府（今福建建甌），擊斃清朝總兵李應宗、副將曹胤吉，又殺清知府高簡等人。顺治四年二月王祁被封为郧国公。1648年三月下旬，清军克建寧，朱常湖、国师王祁死于亂軍之中。